# عاجی

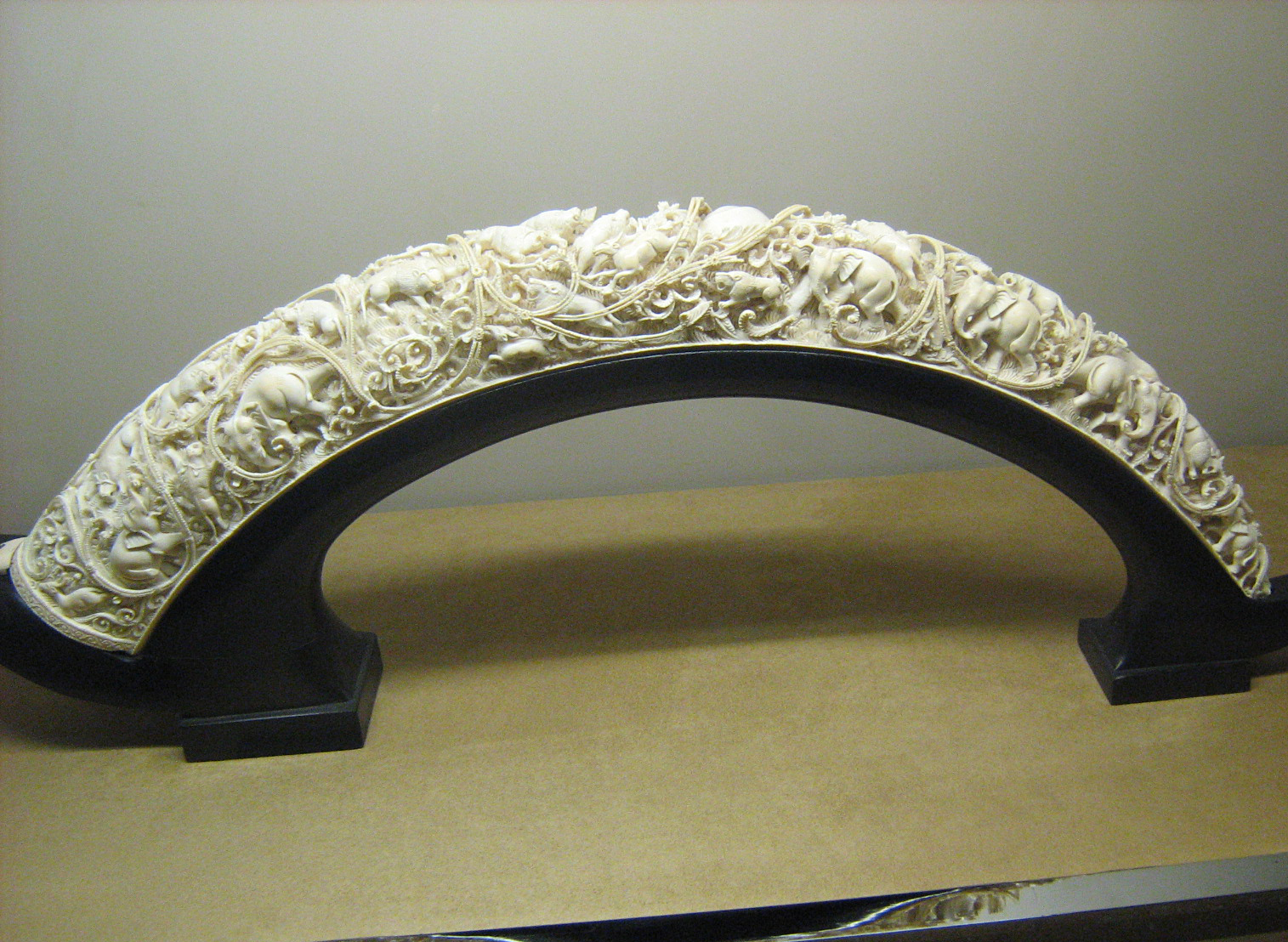
عاج کنده‌کاری‌شده در کاخ سعدآباد ایران

عاجی رنگی است مایل به سفید که شبیه عاج فیل است، ماده‌ای که از دندان و عاج جانوران (مانند فیل و شیر دریایی) ساخته می‌شود. رنگ زرد بسیار کمی دارد.
نخستین استفاده ثبت‌شده از عاجی به عنوان نام یک رنگ در انگلیسی در سال ۱۳۸۵ بود.
رنگ «عاجی» به عنوان یکی از رنگ‌های X11 در زمان فرموله‌شدن آنها در سال ۱۹۸۷ گنجانده شد.

## عاجی در طبیعت

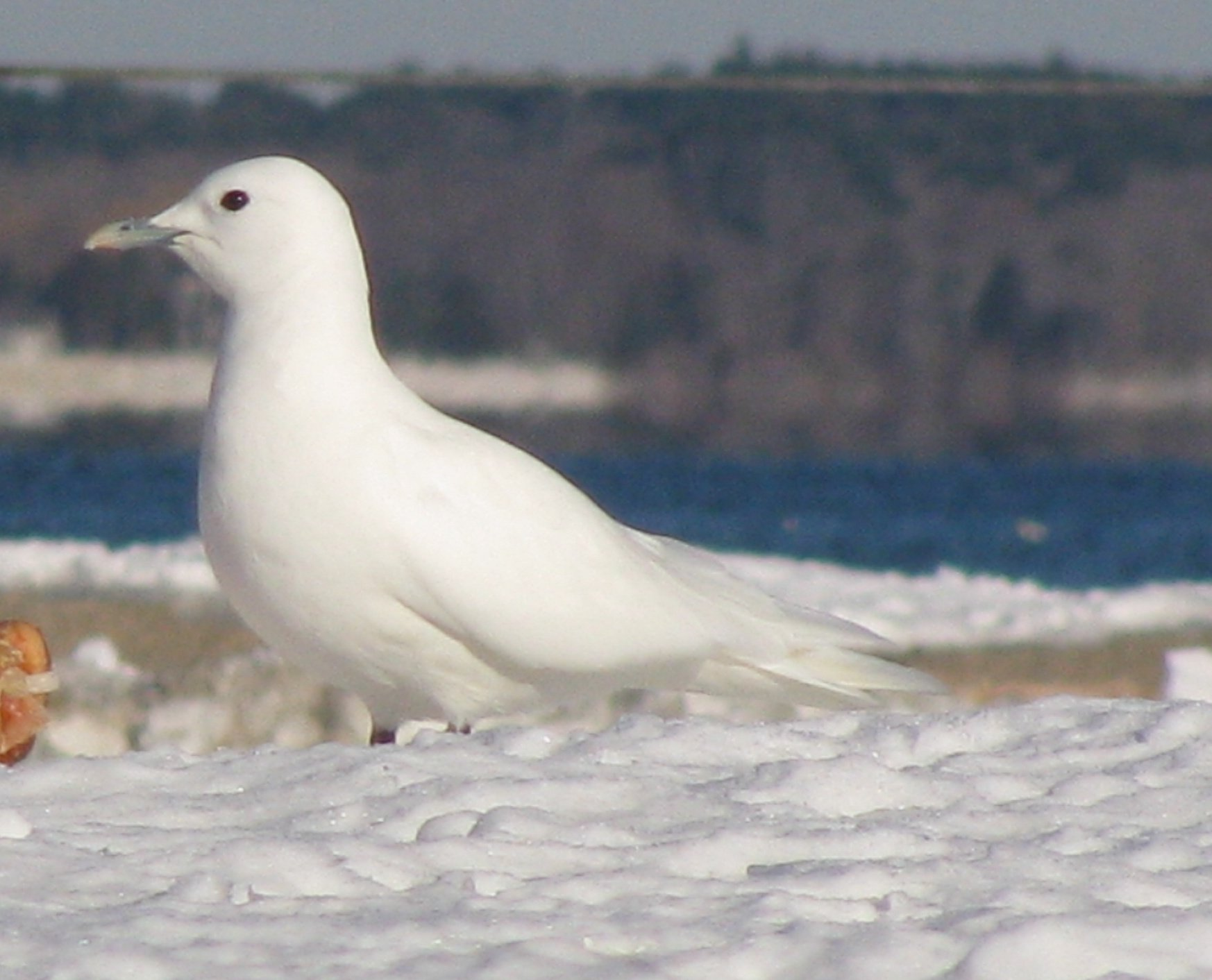
کاکایی عاجی

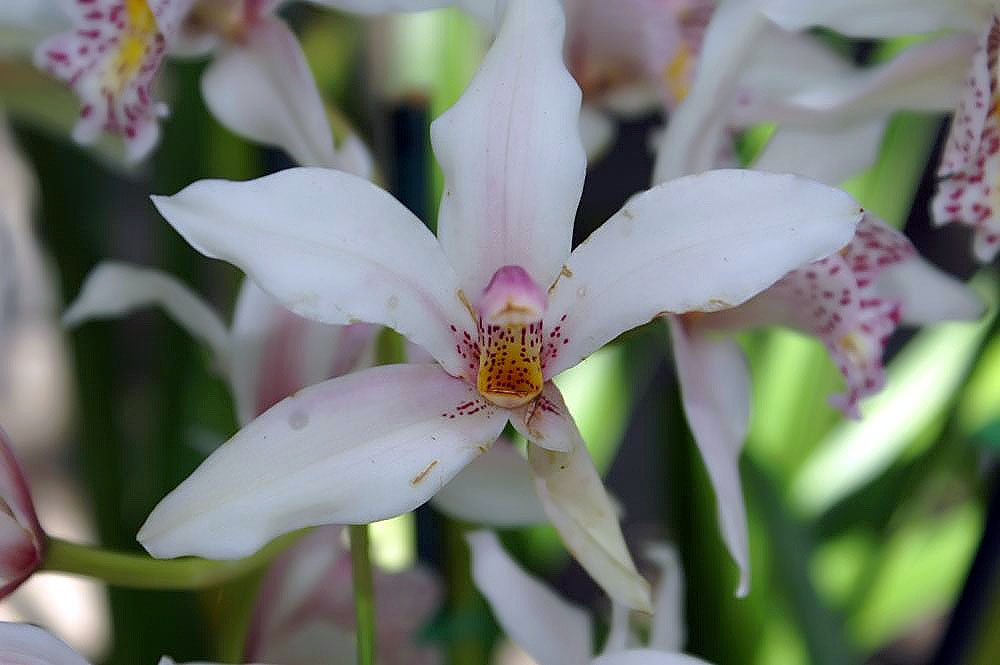
ارکیده Cymbidium به رنگ عاج

- ارکیده Cymbidium به رنگ عاج سیمبیدیوم عاجی‌رنگ، گونه‌ای از ارکیده‌ها است.
- از واژهٔ عاجی در نام چندین پرنده برای توصیف ویژگی ظاهری آنها استفاده می‌شود، مانند کاکایی عاجی، پرستوی جنگلی پشت‌عاجی، پرزبان نوک‌عاجی، دارکوب نوک‌عاجی و پیتای سینه‌عاجی.